# Schrein des Bab

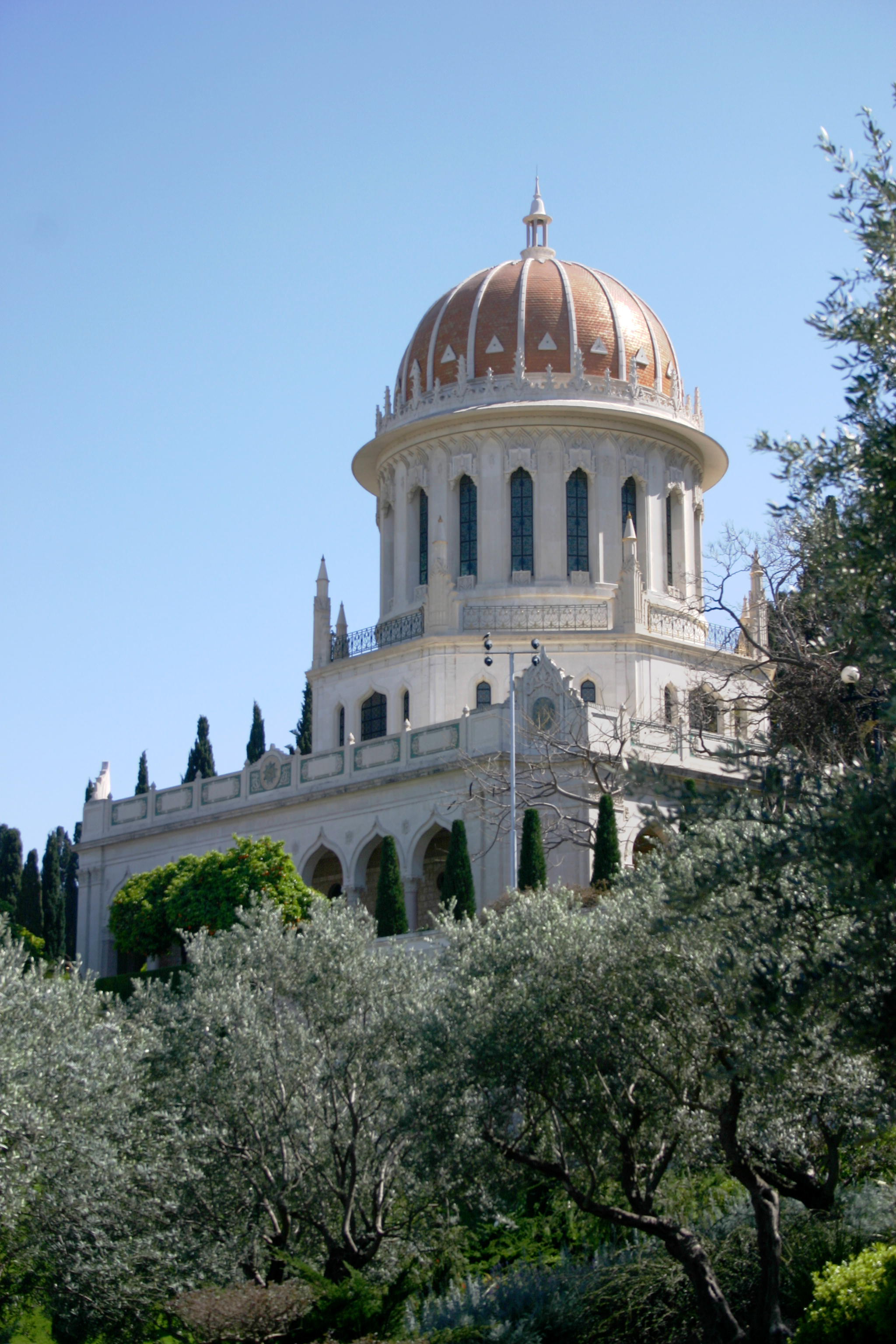
Schrein des Bab

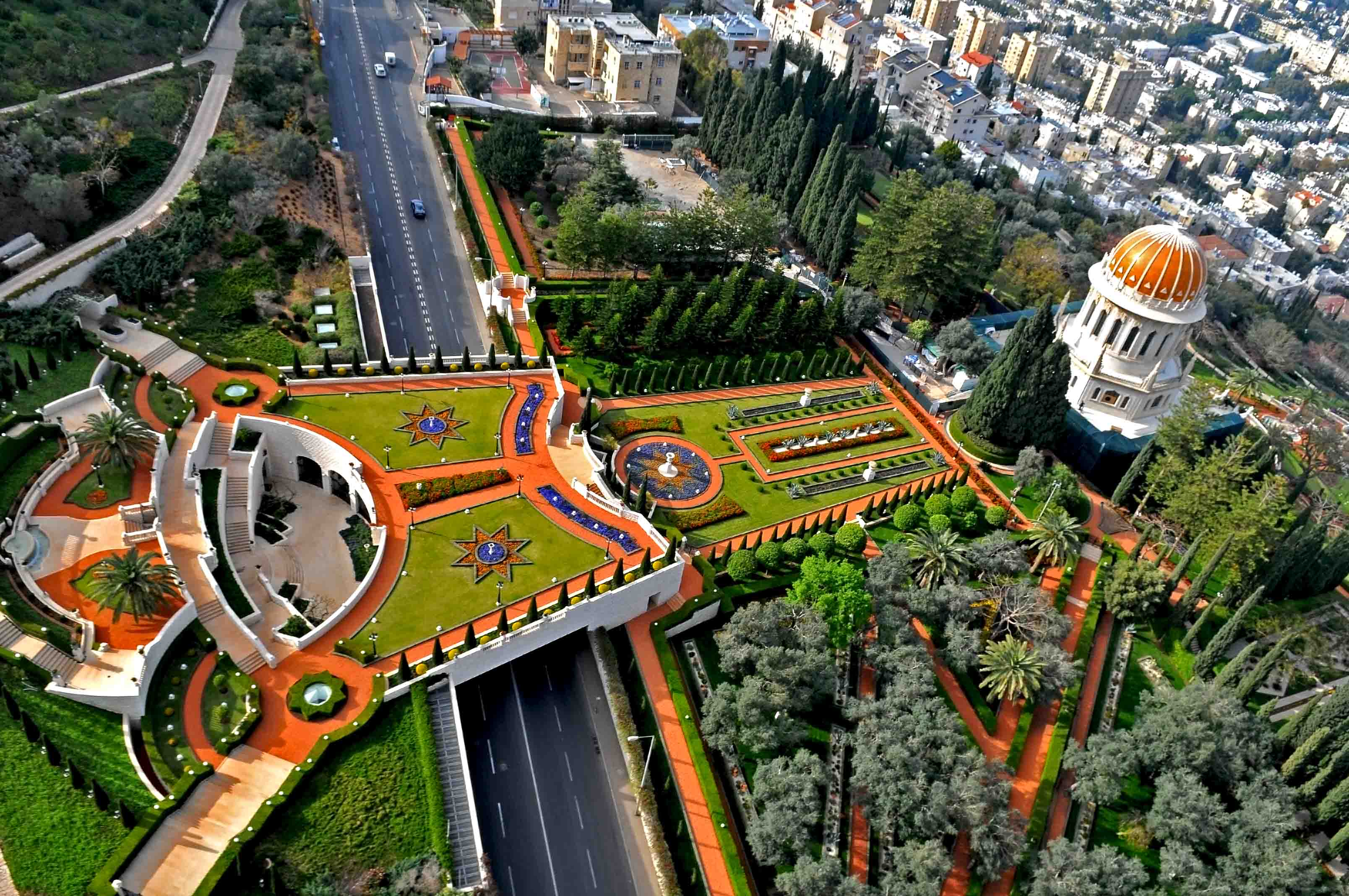
Der Schrein des Bab und seine Gärten

Der Schrein des Bab ist ein Heiligtum der Bahai und befindet sich in Haifa in Israel. Das Grabmal des Bab, des Religionsstifters des Babismus, ist nach dem Schrein Baha’u’llahs in Westgaliläa eines der wichtigsten Pilgerziele der Bahai und gilt als Wahrzeichen der Hafenstadt. Der Standort des Schreins wurde von Baha’u’llah, dem Religionsstifter der Bahai, bei einem seiner Aufenthalte in Haifa, ausgewählt. Von Abdul-Baha (1844–1921) war zunächst nur eine schlichte Grundstruktur von neun Räumen errichtet worden. Shoghi Effendi beauftragte den Architekten William Sutherland Maxwell – den Wünschen Abdul-Bahas entsprechend – diese durch Arkaden und einen Überbau zu schmücken. Der Marmor und der Granit für das Bauwerk stammen aus Italien und wurden von Ugo Giachery, einem italienischen Bahai, besorgt. Die Arbeiten wurden im Oktober 1953 fertiggestellt. Zusammen mit den anderen historischen Pilgerstätten der Bahai in Haifa und Westgaliläa gehört der Schrein seit Juli 2008 zum Weltkulturerbe der UNESCO. Seit 2001 ist der Schrein umgeben von 18 Gartenterrassen, neun oberhalb und neun unterhalb des Schreins, die sich am Hang des Berges Karmel über eine Länge von über einem Kilometer erstrecken und das Stadtbild prägen. Eine umfassende Renovierung des Bauwerks wurde 2011 beendet. Seitdem gilt es als erdbebensicher. Es ist seit je Teil des Bahai-Weltzentrum das administrative und geistige Zentrum der globalen Bahai-Gemeinde.
In einem der Räume befinden sich derzeit auch die sterblichen Überreste von Abdul-Baha (siehe auch: Schrein Abdul-Bahas).